# 紀元前808年
紀元前808年（きげんぜん808ねん）は、西暦による年。

## 他の紀年法
- 干支 : 癸巳
- 中国
  - 周 - 宣王20年
  - 魯 - 懿公8年
  - 斉 - 文公8年
  - 晋 - 穆侯4年
  - 秦 - 荘公14年
  - 楚 - 熊徇14年
  - 宋 - 恵公23年
  - 衛 - 武公5年
  - 陳 - 釐公24年
  - 蔡 - 釐侯2年
  - 曹 - 戴伯18年
  - 燕 - 釐侯19年
- 朝鮮
  - 檀紀1526年
- ユダヤ暦 : 2953年 - 2954年
- アッシリア暦 : 3943年
- 人類紀元 : 9193年